# Adenia kinabaluensis
Adenia kinabaluensis är en passionsblomsväxtart som beskrevs av De Wilde. Adenia kinabaluensis ingår i släktet Adenia och familjen passionsblomsväxter. Inga underarter finns listade i Catalogue of Life.